# Syndrom de la Chapelle
Syndrom mężczyzny XX znany również jako Syndrom De La Chapelle, jest rzadką wrodzoną interpłciową przypadłością z 46 kariotypem XX (w innym przypadku kojarzone z płcią żeńską) ma męskie cechy fenotypowe, które mogą się różnić między przypadkami.
W 90 procentach przypadków jest spowodowany przez gen SRY chromosomu Y, który determinuje płeć męską u człowieka atypowo biorącym udział w procesie crossing over polegającym na wymianie informacji genetycznej między regionami pseudoautosomalnymi chromosomów X i Y podczas mejozy u ojca. Kiedy chromosom X z genem SRY łączy się z normalnym genem X u matki podczas zapłodnienia wynikiem jest mężczyzna XX. Maskulinizacja mężczyzn XX jest zmienna.
Syndrom jest możliwy do wykrycia różnymi sposobami i występują około raz na 20,000 noworodków płci męskiej, co jest o wiele rzadsze niż Zespół Klinefeltera. Leczenie jest z medycznego punktu widzenia niepotrzebne, lecz niektórzy podejmują decyzję o leczeniu, by wyglądać bardziej jak mężczyzna, lub kobieta.